# 北101線
北101線是位於新北市新店區的一條區道，北起溪子口，南至七張，全長2.707公里。

## 路線說明
新北市
- 新店區：秀朗橋0.0k（起點，106線岔路）→ 中正路 → 中興路2.7k（終點，北103線）

## 沿線設施
- 大鵬華城
- 秀朗橋
- 莊敬高職
- 耕莘健康管理專科學校
- 耕莘醫院

## 連接道路
- 台9線（北新路）
- 106線（復興路）
- 北96線（民權路）
- 北103線（中興路）